# Bomb Alley
Bomb Alley est un jeu vidéo de type wargame créé par Gary Grigsby et publié par Strategic Simulations en 1982 sur Apple II. Le jeu simule, au niveau opérationnel et stratégique, les opérations opposant l’Axe et le Royaume-Uni sur le théâtre méditerranéen de la Seconde Guerre mondiale. Il propose ainsi une campagne, qui retrace 82 jours de la campagne de Méditerranée pendant l’été 1942, ainsi que deux scénarios qui simulent respectivement la bataille de Crète et l'opération Pedestal. Le jeu se déroule sur une carte représentant la mer Méditerranée où les joueurs contrôlent des unités navales, aériennes ou terrestres. A leur tour, les joueurs attribuent des missions à leurs unités, comme des opérations de combat, de bombardement, de transport ou de ravitaillement, puis l’ordinateur prend en compte ces actions et calcul le résultat des combats. Le jeu est développé par Gary Grigsby à partir du moteur de jeu qu’il développe à partir de décembre 1981 pour le wargame Guadacanal Campaign. Alors qu’un problème technique l’empêche d’avancer sur ce dernier, il adapte son système de jeu au théâtre méditerranéen de la Seconde Guerre mondiale en deux semaines de recherches et de programmations. À sa sortie, Bomb Alley fait l’objet de critique très positive dans la presse spécialisée qui salue notamment son excellent système de jeu, son réalisme et sa complexité et qui juge que malgré cela, le programme reste relativement simple à utiliser. 

## Trame
Bomb Alley se déroule pendant l’été 1942 sur le théâtre méditerranéen de la Seconde Guerre mondiale. L’Afrika Korps de Rommel se dirige vers l’Égypte pour tenter de prendre le canal de Suez mais les raids aériens, mené par l’aviation britannique depuis l’île de Malte contre les navires allemands, menacent son approvisionnement. De leur côté, les britanniques doivent assurer la défense et le ravitaillement de Malte qui est assiéger par la marine allemande. Outre la campagne complète, qui  simule le conflit entre le 11 juin et le 31 août 1942, le jeu propose deux scénarios indépendants. Le premier simule la bataille de Crète, une opération d'invasion aéroportée de la Crète par les allemands en mai 1941. Le second simule l'opération Pedestal qui vise à ravitailler l'île de Malte, alors assiéger par les allemands, en août 1942.

## Système de jeu
Bomb Alley est un wargame qui simule, au niveau opérationnel et stratégique, les opérations opposant l’Axe et le Royaume-Uni sur le théâtre méditerranéen de la Seconde Guerre mondiale,. Le jeu propose une campagne ainsi que deux scénarios individuels. La campagne se joue en 164 tours, un tour représentant douze heures du conflit, et retrace 82 jours de conflit, entre le 11 juin et le 31 août 1942, de la campagne de Méditerranée. Les deux scénarios simulent respectivement la bataille de Crète, entre le 20 et le 31 mai 1941, et l'opération Pedestal, entre le 10 et le 15 août 1942. Que ce soit dans la campagne ou dans les scénarios, une partie peut opposer deux joueurs ou un joueur et l’ordinateur, qui contrôle alors le camp britannique. Dans ce dernier cas, quatre niveaux de difficulté sont proposés au joueur.
Le jeu se déroule sur une carte représentant la mer Méditerranée, le sud de l’Europe et l’Afrique du Nord. L’action se déroule aussi bien sur terre que sur mer et dans les airs. Les joueurs ont à leur disposition la plupart des navires et des avions ayant participé au conflit. Ils contrôlent également les forces terrestres que représentent l’Afrika Korps, la VIIIe armée britannique et les garnisons de Malte et de Tobruk. Les unités navales, aériennes et terrestres sont regroupés en détachement, chaque joueur pouvant en avoir jusqu’à huit simultanément sur la carte. A leur tour, les joueurs peuvent attribuer des missions à chacun de leur détachement, incluant des opérations de bombardement, de transport, de combat, d’attaque sous-marine, de ravitaillement ou d’évacuation. Chaque tour débute par la phase d’ajustement et de mouvement des détachements, d’abord pour le camp de l’Axe, ensuite pour le camp britannique. La phase d’ajustement permet aux joueurs de créer des détachements, en regroupant des unités, ou de les modifiés en les combinant, en les divisant ou en y ajoutant de nouveaux navires. Cette phase permet également de consulter le statut des détachements, qu’ils soient navals, aériens ou terrestres. La phase de mouvement permet ensuite aux joueurs de déplacer leurs détachements sur la carte ou de les mettre à quai. Vient ensuite la phase des opérations aériennes, d’abord pour le camp britannique, ensuite pour le camp de l’Axe. Lors de celle-ci, les joueurs peuvent assigner des missions de reconnaissance, de patrouille, d’attaque ou de transfert à son aviation. Enfin, lors de la phase de résolution, l’ordinateur prend en compte les actions des précédentes phases et calcul le résultat des combats avant de donner au joueur la possibilité de sauvegarder la partie. 

## Développement et publication
Bomb Alley est développé par Gary Grigsby à partir du moteur de jeu qu’il développe à partir de décembre 1981 pour le wargame Guadacanal Campaign. Après avoir terminé de programmer une première version de ce dernier en janvier 1982, il commence à y ajouter de nouvelles routines destinées à simuler la bataille de la mer de Corail, la bataille des Salomon orientales, la bataille des îles Santa Cruz et la bataille de Guadalcanal. Du fait de ces programmes additionnels, le jeu ne tarde pas à atteindre la limite de mémoire de l’Apple II et après avoir résolu une première fois le problème en condensant le programme, il doit stopper le développement de Guadacanal Campaign. Il n’arrête cependant pas de développer son moteur de jeu et après deux semaines de recherche et de programmation, il termine d’adapter son système au théâtre méditerranéen de la Seconde Guerre mondiale. Initialement baptisé Malta Convoy, le jeu est finalement publié sous le titre Bomb Alley par Strategic Simulations en décembre 1982 sur Apple II,.

## Accueil
| Bomb Alley |      |       |
| Média      | Nat. | Notes |
| Tilt       | FR   | 4/6   |

À sa sortie, Bomb Alley fait d’abord l’objet d’une critique très positive de Richard Charles Karr dans le magazine Computer Gaming World. Celui-ci juge en effet que, pour les joueurs qui acceptent l’idée qu’un tour de jeu nécessite plusieurs dizaines de minutes, le jeu se révèle « excitant et agréable » grâce à ses nombreuses qualités dont sa présentation, ses règles compréhensibles, son interface, son excellent système de jeu et son équilibre. S’il estime également que le jeu est suffisamment réaliste pour le joueur moyen, il regrette certaines libertés prises par rapport à la réalité historique. Il conclut néanmoins sur une note positive en désignant le jeu comme une simulation « facile à prendre en main » d’un conflit excitant et difficile et en expliquant qu’il offre aux wargamers modérément sérieux l’opportunité de s’attaquer a quelque chose plus avancé qu’un jeu d’arcade ou qu’un wargame simpliste. Bomb Alley est également salué par Brian Murphy du magazine Creative Computing. Celui-ci met d’abord en avant la rapidité et la complexité du programme ainsi que son action « ininterrompue », grâce à des combats beaucoup plus fréquents que dans Guadacanal Campaign. Il estime cependant que le point fort du jeu réside dans son « réalisme », en expliquant qu’il parvient à recréer fidèlement les choix stratégique et les dilemmes auxquels ont dû faire face les commandants de l’époque, et conclut que cette combinaison entre action et réalisme en fait un « excellent wargame ». Bomb Alley fait aussi l’objet d’une critique très positive du journaliste du magazine Softalk . Celui-ci juge en effet qu’il prend en compte quasiment tous les aspects du conflit mais que, malgré sa complexité et ses nombreux détails, il est un des titres de Strategic Simulations les plus faciles à prendre en main. Il salue également le réalisme de la simulation qui, d’après lui, donne au joueur le sentiment d’assister réellement aux combats et conclut qu’il constitue un digne successeur de Guadacanal Campaign qui « captivera » les joueurs de tous niveaux.

## Postérité
Après Guadacanal Campaign et Bomb Alley, Gary Grigsby développe un troisième wargame basé sur le même moteur de jeu. Baptisé North Atlantic '86 et publié par Strategic Simulations en 1983, celui-ci reprend le système de jeu de ses prédécesseurs mais le transpose à un conflit hypothétique dans l’océan Atlantique entre l’OTAN et l’URSS qui, après avoir envahi l’Allemagne et la Scandinavie planifie l’attaque du Royaume-Uni. Celui-ci propose deux campagnes, qui retracent l’ensemble des opérations de l’invasions, et deux scénarios qui simulent respectivement une opération de convoyage et une tentative d’invasion de l’Islande.